# Gate Tower Building

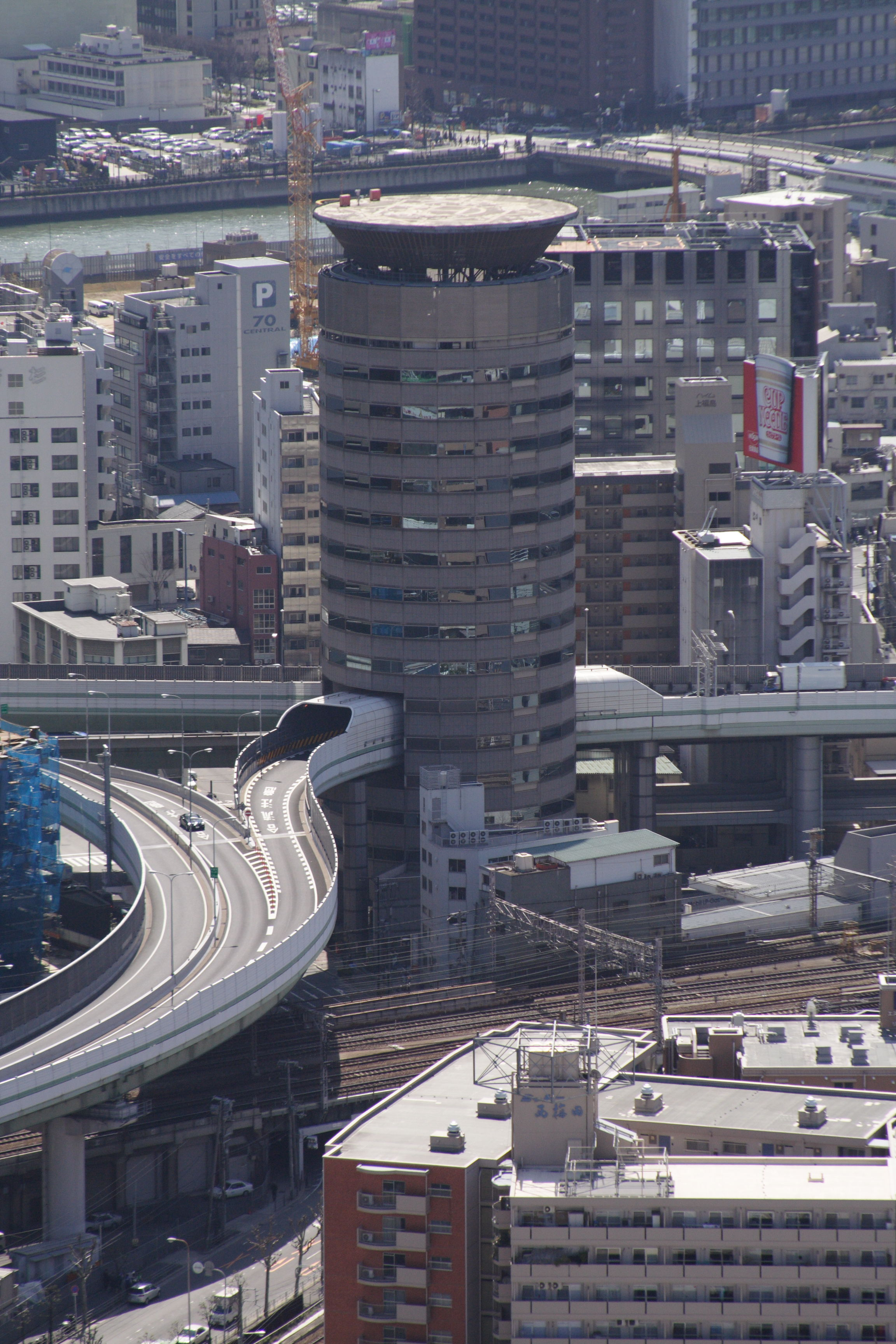
Gate Tower Building

Gate Tower Building (em japonês: ゲートタワービル é um edifício de 16 andares em Osaca, uma cidade do Japão, notável por uma autoestrada "cortar" o edifício ao meio.
A Via Expressa de Hanshin corta directamente através do edifício Gate Tower, ocupando o que seriam os pisos  5, 6 e 7. A torre é o resultado de um  compromisso entre o seu proprietário do terreno e o Governo japonês. O proprietário queria reabilitar o edifício, mas o governo já tinha planeado  a via rápida, pelo que, após cinco anos de negociações, foi escolhida esta solução.
A auto-estrada não faz contacto directo com o edifício; passa por ele através de uma ponte, estando os pilares próximos do edifício. A auto-estrada está rodeada por uma estrutura que isola a Torre das vibrações do tráfego. Além disso, existe um heliporto no telhado.